# رسلان جيرمان
رسلان جيرمان هو لاعب كرة قدم روسي، ولد في 6 ديسمبر 1983. لعب مع FC SOYUZ-Gazprom Izhevsk ‏.